# Gilmar Silva
Gilmar Silva (sinh ngày 9 tháng 3 năm 1984) là một cầu thủ bóng đá người Brasil.

## Sự nghiệp câu lạc bộ
Gilmar Silva đã từng chơi cho Tokyo Verdy và Yokohama FC.

## Thống kê câu lạc bộ

### J.League
| Đội         | Năm       | J.League | J.League | J.League Cup | J.League Cup | Tổng cộng | Tổng cộng |
| Đội         | Năm       | Trận     | Bàn      | Trận         | Bàn          | Trận      | Bàn       |
| ----------- | --------- | -------- | -------- | ------------ | ------------ | --------- | --------- |
| Tokyo Verdy | 2006      | 18       | 9        | -            | -            | 18        | 9         |
| Yokohama FC | 2007      | 5        | 0        | 3            | 1            | 8         | 1         |
| Tokyo Verdy | 2007      | 12       | 1        | -            | -            | 12        | 1         |
| Tổng cộng   | Tổng cộng | 35       | 10       | 3            | 1            | 38        | 11        |